# Diestrammena japanica
Diestrammena japanica är en insektsart som beskrevs av Willis Blatchley 1920. Diestrammena japanica ingår i släktet Diestrammena och familjen grottvårtbitare. Inga underarter finns listade i Catalogue of Life.